# Nughedu San Nicolò
Nughedu San Nicolò (en sardo y tradicionalmente Nughedu, "nogueral" en español, con alusión a la presencia de nogales alrededor del pueblo) es una localidad italiana de la provincia de Sassari, región de Cerdeña, con 911 habitantes.

## Evolución demográfica
| Gráfica de evolución demográfica de Nughedu San Nicolò entre 1861 y 2001 |
|                                                                          |
| Fuente ISTAT - elaboración gráfica de Wikipedia                          |